# Wolfgang Wimmers
Wolfgang Wimmers (* 9. Mai 1913 in Bonn; † 1994) war ein deutscher Diplomat.

## Leben
Nach dem Abitur und einem Studium trat Wimmers in den auswärtigen Dienst ein. Nach Verwendungen in der Zentrale des Auswärtigen Amtes in Bonn und an Auslandsvertretungen wurde er als Vortragender Legationsrat Leiter des Referats „Vereinigtes Königreich, Gemeinsame Fragen des Commonwealth, Irland, Nordische Staaten, Österreich, Schweiz, Liechtenstein“ im Auswärtigen Amt und erhielt als solcher am 9. Mai 1969 seine Beförderung zum Vortragenden Legationsrat Erster Klasse.
1975 war er Geschäftsträger ad interim an der Botschaft in Brasilien und dieser Zeit mit der Aushandlung einer Rahmenvereinbarung zwischen Deutschland und Brasilien auf dem Gebiet der Landwirtschaft (BGBl. II S. 367) befasst.
Im Anschluss wurde er Ende 1975 Botschafter in Costa Rica und bekleidete diesen Posten bis zu seiner Ablösung durch Jürgen Scholl 1979. Als Botschafter nahm er im August 1977 den Spatenstich für den Bau eines Jungenwohnheims am Central American Union College vor.

## Ehrungen
- 1977: Verdienstkreuz 1. Klasse der Bundesrepublik Deutschland
- 1978: Großes Verdienstkreuz der Bundesrepublik Deutschland[6]